# (14446) Kinkowan
(14446) Kinkowan est un astéroïde de la ceinture principale.

## Description
(14446) Kinkowan est un astéroïde de la ceinture principale. Il fut découvert le 31 octobre 1992 à Kagoshima par Masaru Mukai et Masanori Takeishi. Il présente une orbite caractérisée par un demi-grand axe de 2,97 UA, une excentricité de 0,16 et une inclinaison de 12,8° par rapport à l'écliptique.

## Compléments